# الترا سوپر پیکچرز
الترا سوپر پیکچرز (انگلیسی: Ultra Super Pictures) شرکت هلدینگ رسانه‌ای ژاپنی است، که در سال ۲۰۱۱ تأسیس شد.